# كوجي إينادا (لاعب كرة قدم)
كوجي إينادا (باليابانية: 稲田 康志) (19 يونيو 1985 في أوساكا في اليابان – )؛ هو لاعب كرة قدم ياباني سابق كان يلعب كحارس مرمى.

## وصلات خارجية
- كوجي إينادا على موقع الاتحاد الدولي (مؤرشف)  (الإنجليزية)
- كوجي إينادا على موقع رابطة كرة القدم اليابانية للمحترفين (اليابانية)
- كوجي إينادا على موقع قاعدة بيانات كرة القدم.إي يو (الإنجليزية)
- كوجي إينادا على موقع Soccerway.com (الإنجليزية)
- كوجي إينادا على موقع عالم كرة القدم.نت (الإنجليزية)